# Windia
Windia là một chi bướm ngày thuộc họ Bướm nâu.